# 독일 연방내각

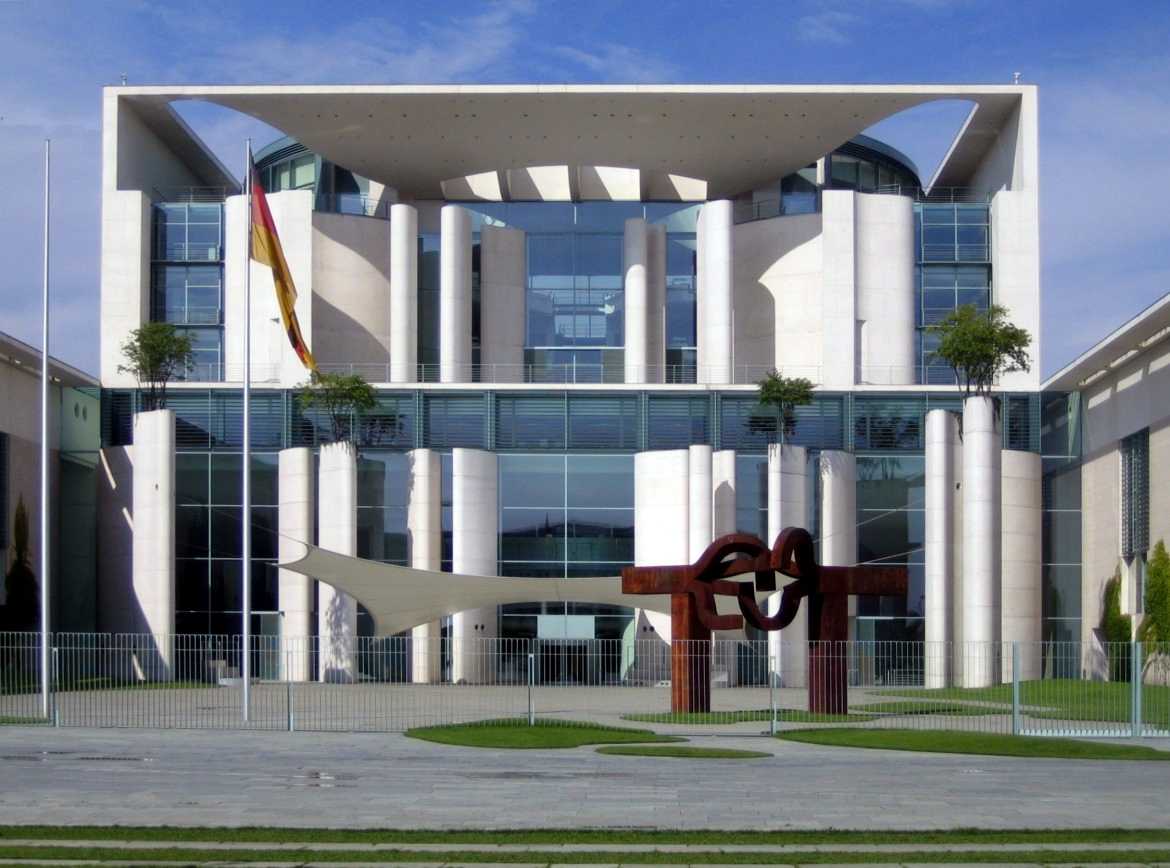

연방내각(聯邦內閣, 독일어: Bunderegiergung)은 독일연방공화국의 최고 행정부이다. 연방총리 및 각 부처 각료들로 이루어져 있다. 내각의 조직 및 각료의 선출·임명·해임 방법과 절차는 독일연방공화국 기본법 제62조에서 제69조에 걸쳐 규정하고 있다. 연방상원, 연방하원, 연방대통령, 연방내각, 연방헌법재판소으로 이루어진 독일의 5대 헌법기관 중 하나다.

## 같이 보기
- 2025년 독일 연방의회 선거
- 연방헌법재판소